# (659) Nèstor
(659) Nestor és un asteroide que pertany als asteroides troians de Júpiter descobert el 23 de març de 1908 per Maximilian Franz Wolf des de l'observatori de Heidelberg-Königstuhl, Alemanya.
Està nomenat per Néstor, un personatge de la mitologia grega.